# Параклис Светог великомученика Прокопија у Дашници
Параклис Светог великомученика Прокопија у Дашници, насељеном месту на територији општине Алексинац, припада Епархији нишкој Српске православне цркве.
Параклис посвећен Светом великомученику Прокопију је саграђен на старијим темељима цркве брвнаре, а затим је 1927. године озидан данашњи параклис. Обновљен је 1996. године.